# Pełzak okrężnicy
Pełzak okrężnicy (Entamoeba coli) – gatunek pełzaka należącego do typu Amoebozoa. Jest komensalem przewodu pokarmowego człowieka. Występuje w jelicie grubym (intestinum crassum). Czasami zarażać mogą się psy i inne zwierzęta.
Trofozoity osiągają wielkość 15 – 50 μm. Podawana jest również wielkość trofozoitów 20 – 25 μm. Trofozoity posiadają 1 jądro i charakteryzują się powolnym ruchem za pomocą szerokiego pseudopodium.
Cysty są wielkości 15 – 30 μm i posiadają od 1 do 8 jąder. Według innych posiadają 8 jąder, czasami 16 lub więcej.